# Alfred Bellebaum
Alfred Bellebaum (* 25. Juli 1931 in Siegen; † 26. Oktober 2021) war ein deutscher Soziologe. In der ersten Phase seines akademischen Wirkens war er Autor vielfach aufgelegter Lehrbücher. Später wandte er sich der Glücksforschung zu, als deren deutscher Pionier er gilt.

## Leben und Wirken
Bellebaum studierte Wirtschaftswissenschaften und Soziologie an der Universität zu Köln, wurde dort Diplom-Volkswirt und promovierte bei René König über Ferdinand Tönnies. Nach Tätigkeiten als Redakteur für sozialwissenschaftliche Lexika und einer Assistentenzeit bei Friedrich Tenbruck an der Universität Frankfurt, während der er habilitiert wurde, lehrte er bis zu seiner Emeritierung als Soziologie-Professor an der Universität Koblenz-Landau, zudem war er Honorarprofessor am Seminar für Soziologie an der Universität Bonn.
1990 gründete Bellebaum das Gemeinnützige Institut für Glücksforschung e.V. in Vallendar, das er bis zu dessen Schließung 2006 leitete.

## Schriften (Auswahl)
- Das soziologische System von Ferdinand Tönnies unter besonderer Berücksichtigung seiner soziographischen Untersuchungen, Meisenheim am Glan: Hain, 1966 (auch Dissertationsschrift; Nachdruck Profil Verlag, München/Wien 2016, ISBN 978-3-89019-712-8).
- Soziologische Grundbegriffe. Eine Einführung für soziale Berufe, Stuttgart, Berlin, Köln, Mainz: Kohlhammer, 1972 (13. Auflage 2001, ISBN 3-17-016623-9)
- Soziologie der modernen Gesellschaft, Hamburg: Hoffmann und Campe, 1977 (3., neubearbeitete Auflage 1980, ISBN 3-455-09213-6)
- Abweichendes Verhalten. Kriminalität und andere soziale Probleme, Paderborn: Schöningh, 1984; ISBN 3-506-23936-8
- Langeweile, Überdruss und Lebenssinn. Eine geistesgeschichtliche und kultursoziologische Untersuchung, Opladen: Westdeutscher Verlag, 1990, ISBN 3-531-12206-1
- Glück und Zufriedenheit. Ein Symposion, Opladen: Westdeutscher Verlag, 1992 (als Hrsg.), ISBN 3-531-12371-8
- Quellen des Glücks – Glück als Lebenskunst (als Hrsg. mit Hans Braun). Ergon, Würzburg 2004.
- Glück hat viele Gesichter. Annäherungen an eine gekonnte Lebensführung, Wiesbaden: Verlag für Sozialwissenschaften, 2010 (als Hrsg. mit Robert Hettlage), ISBN 978-3-531-17517-1.
- Acedia-Menschen. Todsünde Trägheit – gefährdeter Lebenssin. Springer VS, Wiesbaden 2016, ISBN 978-3-658-11395-7.
- Leseglück: eine vergessene Erfahrung, Ludwig Muth (Hrsg.), VS Verlag für Sozialwissenschaften, 1996, ISBN 978-3-531-12869-6.
- Glücksvorstellungen, Klaus Barheier (Hrsg.), VS Verlag für Sozialwissenschaften, 1997, ISBN 978-3-531-12985-3.
- Glücksforschung: Eine Bestandsaufnahme, UVK, 2002, ISBN 978-3-896-69766-0.
- Unser Alltag ist Voll von Gesellschaft: Sozialwissenschaftliche Beiträge, Robert Hettlage (Hrsg.), Springer VS, 2013, ISBN 978-3-531-18605-4.